# Narciso Esquivel y Salazar
Narciso Esquivel y Salazar (San José, 30 de octubre de 1791 - 4 de marzo de 1876) fue un político costarricense, firmante del Acta de Independencia de Costa Rica en 1821.

## Datos familiares y personales
Fue hijo de Diego de Esquivel y Sáenz y Cecilia Salazar y Umaña. Su padre era tataranieto del gobernador español Juan Francisco Sáenz Vázquez de Quintanilla.
Casó el 17 de julio de 1815 en Cartago con su pariente Úrsula Sáenz y Ulloa (bautizada en Cartago el 22 de octubre de 1797 y fallecida en San José el 13 de mayo de 1877), hija del teniente Manuel Sáenz y Alvarado y María Cayetana Ulloa y Guzmán Portocarrero y hermana del político Francisco Javier Sáenz y Ulloa. Entre los hijos de este matrimonio estuvo Aniceto Esquivel Sáenz, quien fue presidente de la República, secretario de Estado y presidente del Congreso.  
Se dedicó al comercio y a la agricultura, especialmente el cultivo del café, y llegó a ser un hombre muy acaudalado. 

## Actividades políticas
Fue regidor del Ayuntamiento de Cartago en 1820, 1821 y 1824. En el ejercicio de ese cargo firmó, el 29 de octubre de 1821, el Acta de Independencia de Costa Rica.  
En 1825 fue elegido munícipe y alcalde tercero constitucional de Cartago y el jefe de Estado Juan Mora Fernández lo nombró intendente de la Hacienda pública.  
En 1832 fue procurador síndico de Cartago. En julio de 1836 fue designado como jefe político del Departamento Oriental. Posteriormente fue director general de Caminos. 
Murió como consecuencia de un accidente doméstico, poco antes de la elección de su hijo don Aniceto Esquivel como presidente de la República. 